# Asteropeu
Segons la mitologia grega, Asteropeu (Ἀστεροπαῖος) fou un heroi de Peònia. Fill de Pelègon i descendent del llinatge del Déu-riu Àxios. És conegut principalment per la seva participació en la guerra de Troia en favor d'aquesta ciutat, com a capdavanter dels guerrers peonis junt amb Pirecmes.
Fou l'únic heroi capaç de ferir Aquil·les durant els fets que es narren a la Ilíada. També fou l'únic que lluitava amb una llança a cada mà, sense escut, car era ambidextre.

## Participació en la Guerra de Troia
Va arribar a Troia l'últim any de la guerra i al cap d'onze dies va ser occit per Aquil·les a la vora del riu Escamandre.
Aquil·les feia fugir els soldats del bàndol troià, però en arribar al riu en va poder matar molts, inclòs un fill de Príam, Licàon. Va embrutar els corrents de l'Escamandre de sang i va llençar-li un desafiament. Asteropeu també estava a punt de ser occit per Aquil·les, que se li abraonà al damunt, però el Déu-riu Escamandre li va infondre coratge perquè pogués plantar cara a l'heroi dels aqueus. Aquil·les es va sorprendre que algú volgués lluitar amb ell en comptes de fugir, i li va preguntar el seu llinatge, Asteropeu va respondre, i finalment es van enfrontar.
Ambdós contrincants van aixecar les seves armes, Aquil·les duia l'escut i l'espasa d'Hefest i la llança de Peleu, mentre que Asteropeu duia una llança a cada mà. El primer a atacar fou Asteropeu, que llençà les dues piques gairebé simultàniament, Aquil·les va poder desviar una amb l'escut, però la segona amb prou feines la va poder evitar i li va fer una rascada al colze, que va rajar sang. Tot seguit atacà Aquil·les amb la llança, però Asteropeu la va poder esquivar i aquesta va anar a parar a un pendent elevat, on es va clavar fins a la meitat.
Asteropeu va intentar 3 vegades desclavar la llança de Peleu mentre Aquil·les desembeinava l'espasa i se li atansava per matar-lo. Per acabar, Asteropeu va fer un quart intent de treure la llança de la terra, o com a mínim, de doblegar-la i trencar-la, però no ho va aconseguir, Aquil·les va arribar a temps i finalment el va atacar amb l'espasa.
Aquil·les va colpejar a Asteropeu al ventre i els budells li van caure a terra. Després de guanyar, Aquil·les va dir que encara que Asteropeu fos descendent del Déu-riu Àxios, ell era descendent de Zeus, i els rius no es podien comparar amb el rei de l'Olimp, cosa que feu enutjar encara més el Déu-riu Escamandre. El cadàver d'Asteropeu fou cobert pel riu i els peixos se'l van menjar.
Entre els premis lliurats durant els jocs en honor dels funerals de Pàtrocle apareixen dues peces de l'equip Asteropeu, encara que no es té constància que les dugués al duel amb Aquil·les: una cuirassa de bronze i estany i una espasa tatxonada de plata.